# Silence (przedsiębiorstwo)
Silence Urban Ecomobility – hiszpański producent elektrycznych skuterów i mikrosamochodów z siedzibą w Barcelonie działający od 2011 roku.

## Historia
Przedsiębiorstwo Silence Urban Ecomobility utworzone zostało w 2011 roku przez hiszpańskiego inżyniera Carlosa Sotelo, za cel obierając rozwój elektrycznego skutera miejskiego o nazwie Silence S01, w kolejnym roku poszerzając swoje założenia także o kolejnego skutera S02 z myślą o nabywcach flotowych. W 2015 roku odbyły się pierwsze dostawy hiszpańskich skuterów elektrycznych S02 do dużego klienta w postaci firmy oferującej wypożyczanie na minuty. W kolejnym roku nabywcą skuterów Silence stała się hiszpańska poczta, a także urząd miasta Barcelony, pozwalając przedsiębiorstwu na zdobycie 57-procentowego udziału w rynku skuterów elektrycznych.
W 2018 roku ofertę firmy Silence rozbudował trójkołowy skuter S03, by w 2019 roku wprowadzić do sprzedaży pierwotny projekt modelu S01 opracowanego z myślą o klientach prywatnych. W październiku 2021 roku Silence zdecydowało się wkroczyć do branży motoryzacyjnej, prezentując w pełni elektryczny mikrosamochód dla dwóch pasażerów o nazwie Silence S04. Realizujący zdobywającą na popularności koncepcję taniego samochodu elektrycznego niskich prędkości, początek sprzedaży został zaplanowany na 2022 rok.

## Modele samochodów

### Mikrosamochody
- S04

### Skutery
- S01
- S02
- S03